# 周南西幹部交番
周南西幹部交番（しゅうなんにしかんぶこうばん）は、山口県警周南警察署管内の主要交番の一つである。元は独立した周南西警察署であったが、警察署再編整備計画に伴って統合・格下げとなった。

## 所在地
- 山口県周南市富田2746番地1

## 管轄区域
- 山口県周南市（徳山西部・新南陽地区）

## 沿革
- 1876年1月 花岡警察出張所徳山分屯所を設置。
- 1877年1月 山口警察署徳山分署に改称。
- 1883年9月17日 山口警察署福川分署に改称。
- 1886年8月13日 徳山警察署に改称。
- 1950年1月1日 富田町警察署、福川町警察署を設置。
- 1951年10月1日 富田町警察署、福川町警察署を都濃南地区警察署に統合。
- 1954年7月1日 南陽警察署に改称。
- 1959年12月1日 都濃郡都濃町（現・周南市）を徳山警察署へ移管。代わりに徳山警察署から徳山市（現・周南市）のうち、湯野、戸田、夜市の西部3地区を移管。
- 1970年11月1日 都濃郡南陽町が市制施行により新南陽市となったため、新南陽警察署に改称。
- 2003年4月21日 徳山市・新南陽市・熊毛町・鹿野町が新設（対等）合併により周南市となったため、周南西警察署に改称。
- 2006年4月1日 山口県警の警察署再編整備計画に伴い、周南西警察署を周南警察署に統合し、周南西警察署跡に周南警察署周南西幹部交番を設置。

## 交番
（）の中は所在地。現在はいずれも警察官連絡所に格下げとなっている。
- 富田交番（周南市清水2丁目）
- 福川交番（周南市社地町）(廃止)

## 駐在所
（）の中は所在地。現在はいずれも周南警察署管轄の駐在所である。
- 和田駐在所（周南市垰）
- 夜市駐在所（周南市夜市）
- 戸田駐在所（周南市戸田）
- 湯野駐在所（周南市湯野）